# Digitaal schoolbord

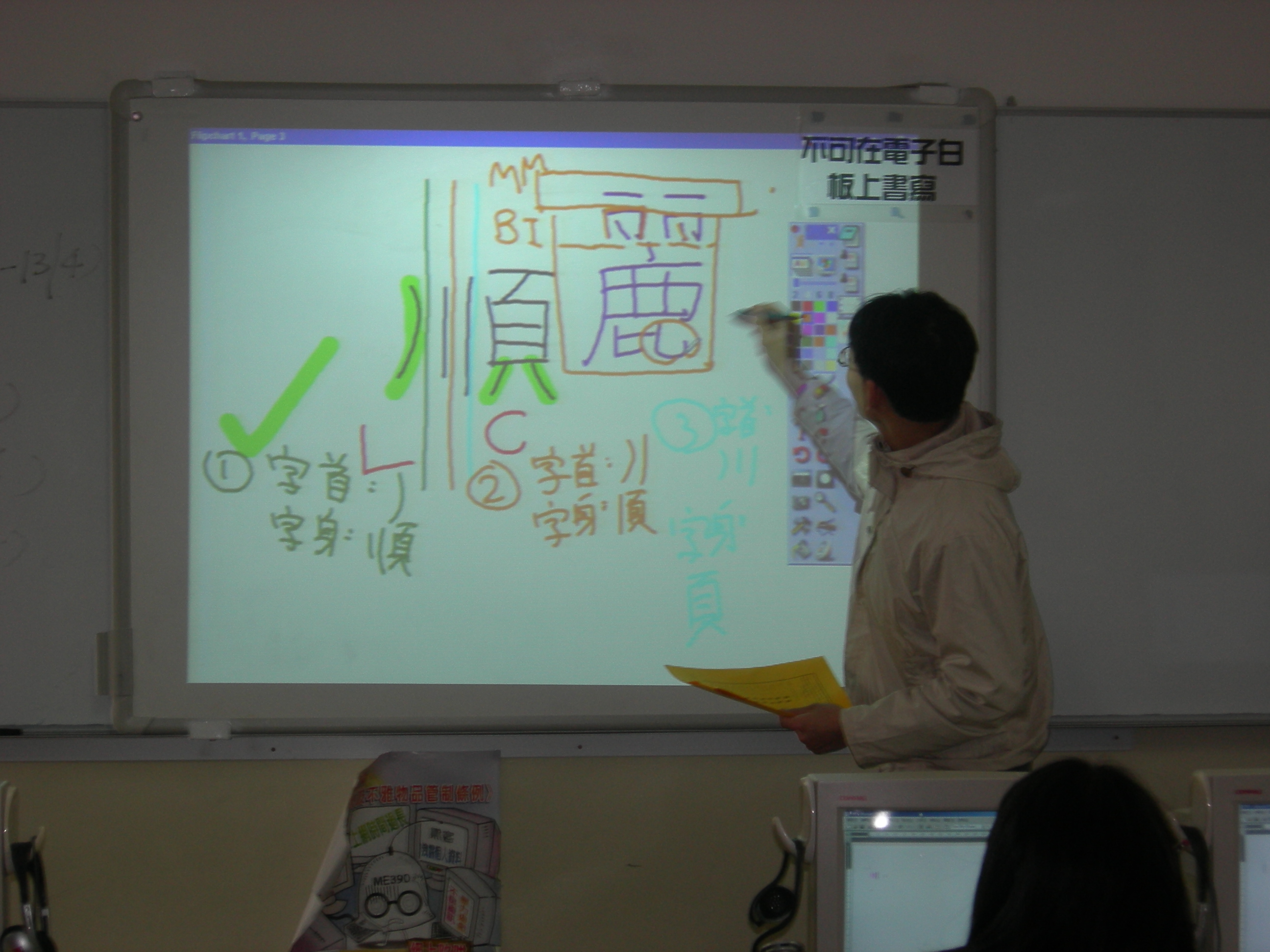
Werken met een digitaal schoolbord

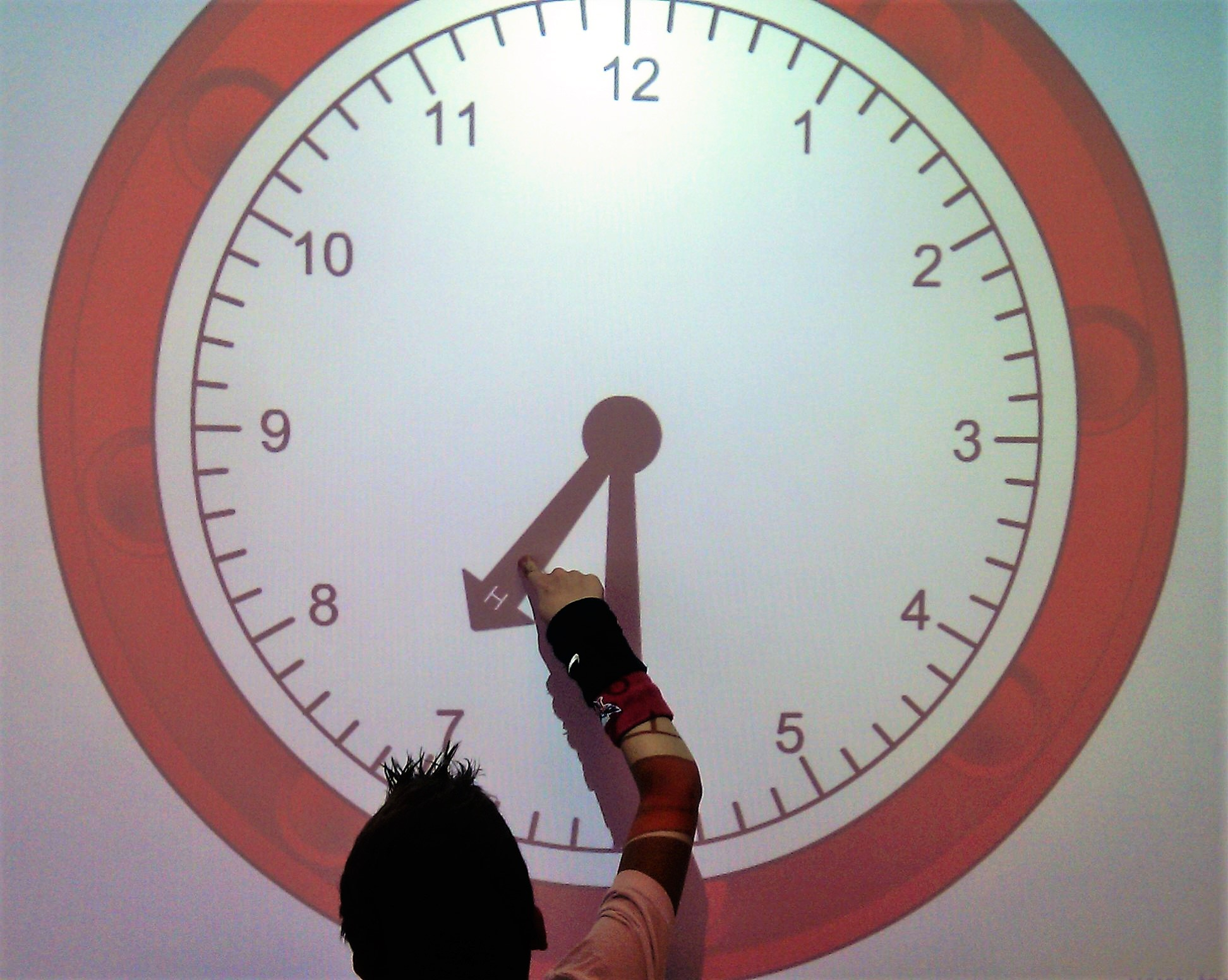
Leerling zet een klok op een digibord tijdens een les klokkijken

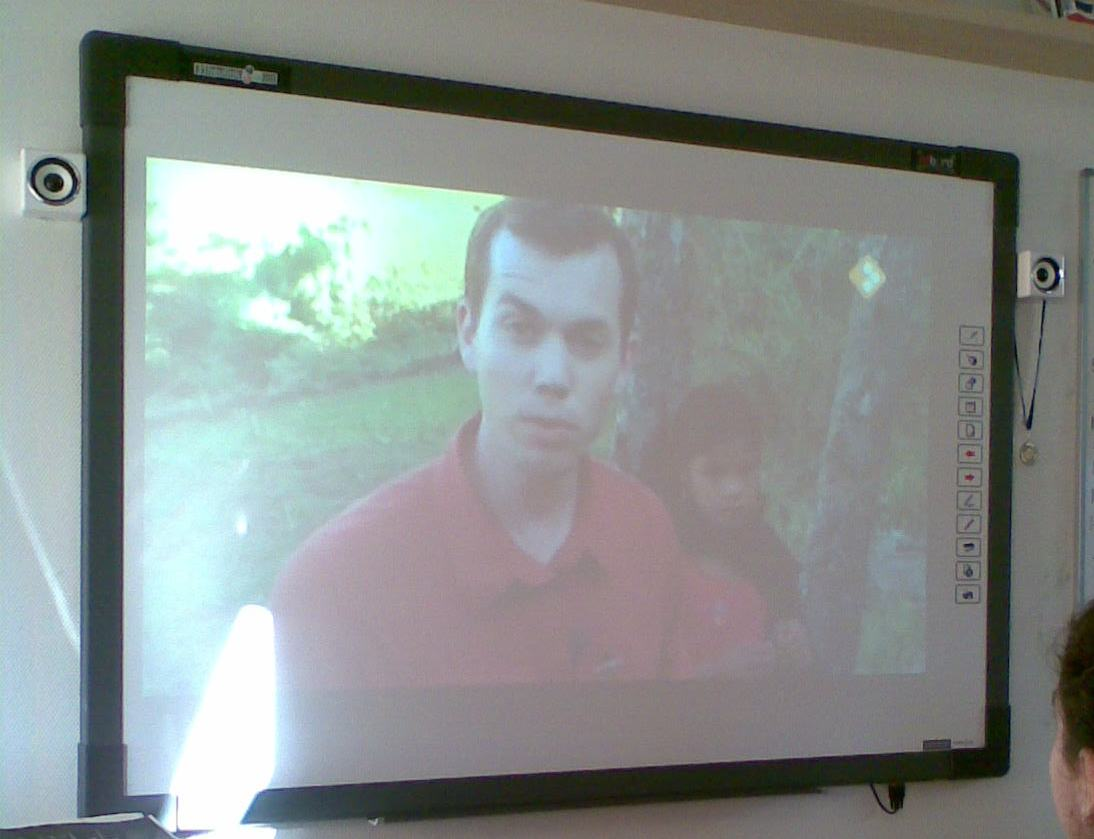
Televisie kijken op een digitaal schoolbord

Het digitaal schoolbord (vaak afgekort tot digibord) is een digitale versie van het klassieke schoolbord waarop met krijt wordt geschreven of het whiteboard waarop met stift kan worden geschreven. Andere namen die worden gebruikt zijn elektronisch schoolbord of smartboard. Bij de laatste moet worden opgemerkt dat het een merknaam betreft van SMART Technologies, een Canadees bedrijf dat in 1992 begonnen is met de productie van digitale schoolborden.
Het voordeel van het digitale schoolbord boven het oude schoolbord is de grafische gebruikersomgeving, die gebruikmaakt van de mogelijkheden van de computer. Een nadeel is dat bij het schrijven van gewone tekst op het digitale schoolbord enige vertraging optreedt.

## Werking
Met een beamer wordt het computerbeeld op het bord geprojecteerd. Doorgaans is op die computer ook speciale software geïnstalleerd die het bord activeert en aanstuurt zodra de computer wordt opgestart. Meestal moet de eerste maal, en telkens wanneer de beamer of het bord worden verplaatst, het bord gekalibreerd worden. Via de software wordt elk contact met (of benadering van) het bord (met stift en/of vinger) omgezet in een muisklik of digitale markering.
Op het scherm vooraan worden met een videoprojector, die aangesloten is op een computer (eventueel met internetaansluiting) beelden geprojecteerd. Ook zijn er videomogelijkheden en is soms geluidsversterking aanwezig. Op het scherm kan extra informatie worden bijgeschreven, en het geheel kan digitaal worden opgeslagen. Naargelang de gebruikte technologie wordt voor het schrijven een speciale pen, of gewoon de vinger gebruikt. Op het digitale schoolbord kunnen ook DVD's en tv-programma's worden geprojecteerd, zodat hiervoor geen aparte TV in het klaslokaal hoeft te worden gezet. 
Touchscreen- en elektromagnetische borden worden op de computer aangesloten met een USB- of seriële kabel en halen eventueel hun energie vanuit de computer. Bij de infrarood- en ultrasoontechnologieën daarentegen kan om het even welk whiteboard, of zelfs een wit stuk muur, omgezet worden in een interactief schoolbord.

## Verschillende technologieën
Voor deze elektronische borden worden uiteenlopende technologieën gebruikt:
- Touchscreen - Twee elektrisch geleidende folies, gescheiden door een dun laagje lucht. Raken de laagjes elkaar (door druk), dan wordt contact gemaakt, waarbij de (X,Y) coördinaten worden doorgegeven. Bij deze technologie is het bordoppervlak zacht. Het kan beschreven en aangetikt worden met een pen, of met de vinger.
- Elektromagnetisch - Hier reageert een net van dunne kabels achter het bord met de spoel in de stift om de (X,Y) coördinaten te bepalen. Stiften kunnen actief zijn (met batterij of kabel) dan wel passief (wijzigen elektrische signalen van het bord zelf, maar hebben geen eigen stroomvoorziening). Dit type bord heeft doorgaans een hard oppervlak, en werkt alleen met speciale stiften. De vinger kan hier niet gebruikt worden.
- Andere typen borden maken gebruik van laser, infrarood en ultrasoon, al dan niet in combinatie. Bij deze typen wordt de positie van de stift gedetecteerd op het moment van de klik, en niet de aanraking van het scherm. Vandaar dat deze technologie ook kan werken met het gewone whiteboard, of zelfs met een wit stuk muur. Op deze manier kan een al in het klaslokaal aanwezig whiteboard worden gebruikt als digitaal schoolbord, wat veel ombouwwerk scheelt als men van een whiteboard wil overgaan op een digitaal schoolbord. Ook kan worden volstaan door het gewone schoolbord of whiteboard weg te halen en het "schoolbord" gewoon op de muur te projecteren.